# Loma del Manantial, Tierra Blanca
Loma del Manantial är en ort i Mexiko.   Den ligger i kommunen Tierra Blanca och delstaten Veracruz, i den sydöstra delen av landet, 300 km öster om huvudstaden Mexico City. Loma del Manantial ligger 65 meter över havet och antalet invånare är 412.
Terrängen runt Loma del Manantial är platt. Runt Loma del Manantial är det ganska tätbefolkat, med 75 invånare per kvadratkilometer. Närmaste större samhälle är Nuevo Paso Nazareno, 9,1 km sydväst om Loma del Manantial. Trakten runt Loma del Manantial består till största delen av jordbruksmark.